# Urinoir (Oudezijds Voorburgwal, Amsterdam)
Het Urinoir Oudezijds Voorburgwal, Amsterdam is een urinoir staande op de oostelijke kade van de Oudezijds Voorburgwal, Amsterdam-Centrum. Het staat ter hoogte van huisnummer 193 en de in- en uitgang van de Prinsenhofssteeg, tussen het water van de burgwal en de straat op de kade.

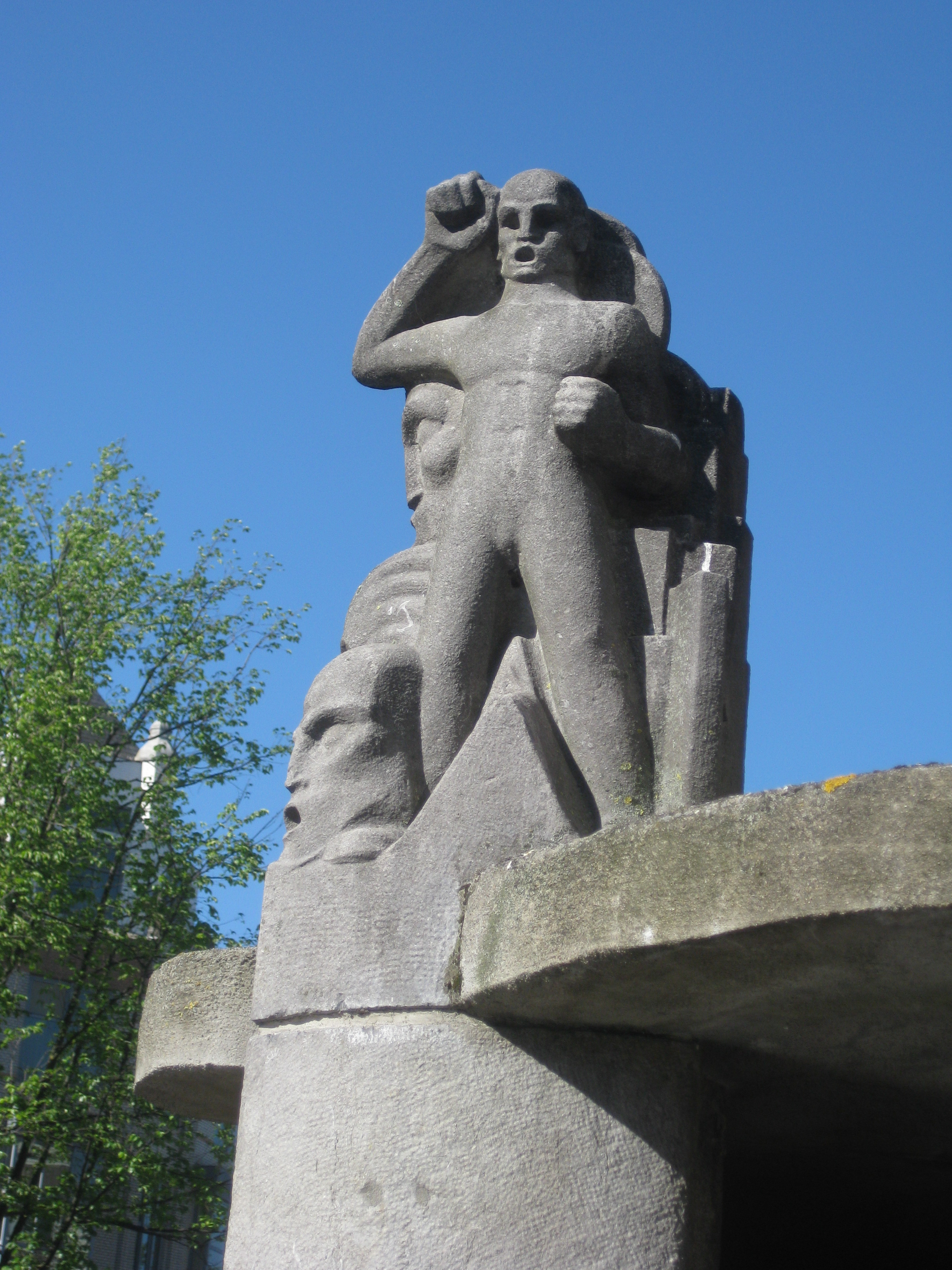
Beeld van Krop (juni 2015)

Het gebouwtje werd in 1926 neergezet naar een ontwerp van Allard Remco Hulshoff werkend bij de Dienst der Publieke Werken. Het ontwerp is een stenen variant op Jo van der Meys metalen plaskrul en is opgetrokken in de stijl van de Amsterdamse School. Het urinoir werd gebouwd in de periode dat diezelfde dienst bezig was met de bouw van een nieuwe vleugel aan het toenmalige stadhuis, die nieuwe vleugel kwam ook in de stijl van de Amsterdamse School. Hulsholff schreef een enigszins ovaalronde natuurstenen plint voor. Boven deze plint is (ook rondom) een bakstenen raster geplaatst. Het geheel wordt afgerond door een plat stenen dak. Onder het geheel bevindt zich een stalen voetplaat, die aan het eind van de 20e eeuw nog vernieuwd is.
De uitbreiding van het stadhuis laat aan de Oudezijds Voorburgwal diverse beeldengalerijen zien. Dit is doorgetrokken naar het urinoir. Op het dak bij de ingang staat een beeldhouwwerk van Hildo Krop. Aan de voorzijde is een volksredenaar met gebalde vuist uitgebeeld, verwijzend naar het stadhuis met haar raadszaal. Aan de achterzijde zijn verschillende gezichten met open mond te zien. Het beeld wordt gedragen door een natuurstenen kolom (in plaats van het rasterwerk). De plint geeft onder het beeld ook enkele boogfriezen te zien.
Het urinoir is op 27 september 2001 aangewezen als rijksmonument. Redenen daarvoor vond men in de cultuurhistorische waarde en de uniciteit binnen het oeuvre aan straatmeubilair ontworpen door Publieke Werken binnen de genoemde bouwstijl. Daarnaast is er sprake van typologische en zeldzaamheidswaarde. Dat het gebouwtje voorzien is van beeldhouwwerk van Krop droeg ook bij tot de monumentstatus. 